# ویلافرانا تیرنا
ویلافرانا تیرنا (به ایتالیایی: Villafranca Tirrena) یک کومونه در ایتالیا است که در استان مسینا واقع شده‌است. ویلافرانا تیرنا ۱۴٫۳ کیلومتر مربع مساحت و ۸٬۹۲۱ نفر جمعیت دارد.